# 쇠서나물
쇠서나물(Picris hieracioides var. koreana)은 국화과에 속하는 숙근성 두해살이풀이다. 쇠세나물, 모련채(毛蓮菜)라고도 한다. 한국, 중국, 일본, 러시아 등지에 분포하며 길가나 산비탈에서 자생한다.
식물의 전체 높이는 90cm 내외에 달하며 곧게 서 있는 줄기, 갈라져 있는 가지, 적갈색을 띤 털이 특징이다. 뿌리에서 나온 잎은 로제트처럼 퍼진 다음에 꽃이 피면 사라진다. 줄기에서 어긋난 채로 나온 잎은 끝 부분이 뾰족하고 밑 부분이 좁은 것이 특징이다. 가운데 부분에 위치한 잎은 잎자루가 없고 윗부분에 위치한 잎은 밑 부분이 원줄기를 둘러싸고 있다.
노란색을 띤 꽃은 6월부터 9월 사이에 피는데 길이가 1.2-5cm, 지름이 2-2.5cm에 달한다. 종 모양을 띤 총포는 녹색 바탕에 검은 빛이 도는 모습을 띠고 있고 길이는 10-11mm, 지름이 8-9mm에 달한다. 총포의 포편 부분에는 2줄이 나와 있다. 총포의 내편 부분은 길이가 8-12mm에 달하고 뒷 부분에 털이 나와 있다. 총포의 외편 부분은 짧은 편이다.
홍갈색을 띤 열매인 수과는 방추형을 띠고 있고 검은색 털이 나와 있다. 수과의 길이는 3.5-4.5mm, 지름은 1mm에 달하며 6개의 능선이 나와 있다. 하얀색을 띤 관모는 깃꼴 모양을 띠고 있는데 길이가 6-7.5mm에 달한다.